# Campeonato Mundial de Ginástica Rítmica de 1998
O XXII Campeonato Mundial de Ginástica Rítmica transcorreu entre os dias 6 e 10 de maio de 1998, na cidade de Sevilha, na Espanha.